# アントノフ国際空港の戦い
アントノフ国際空港の戦い（アントノフこくさいくうこうのたたかい）またはホストーメリ空港の戦いは、ロシアによるウクライナ侵攻中の2022年2月24日と2月25日に、ウクライナ首都キーウ近郊のブチャ地区ホストメリにあるアントノフ国際空港（ホストーメリ空港）で行われた戦い。ロシア連邦軍が、2度にわたってアントノフ国際空港を襲撃した。
ロシア空挺軍からなる第一次攻撃部隊は2月24日にヘリボーンを行って空港を一時制圧したが、ウクライナ側の反攻で包囲殲滅された。その翌日の2月25日、ベラルーシから進軍したロシア陸軍からなる第二次攻撃部隊は空港を再度制圧した。
その後、ウクライナ側が反撃してキーウを巡る攻防戦でも激戦の一つとなり、ウクライナが奪還した。

## 第一次攻撃
2022年2月24日、ロシア連邦軍はキーウから10km以内に部隊と装備が到着できる空輸拠点の構築を目的に、キーウ郊外のホストメリにあるアントノフ国際空港を確保するため、20機から30機以上のヘリコプターに分乗したロシア空挺軍部隊をヘリボーンさせた。ロシア空挺軍は、3時間におよぶ戦闘後にいったんは空港を制圧したものの、ウクライナ国家親衛隊の第4即応旅団による反攻を受けて同日中に空港で包囲殲滅された。
2022年2月24日にウクライナ国家親衛隊が空港を奪回した時点で、ロシア空挺軍の侵攻時に空港に駐機していた、ウクライナのアントノフ航空が運航する世界最大の航空機「An-225 ムリーヤ」が無傷であることが確認された。

## 第二次攻撃

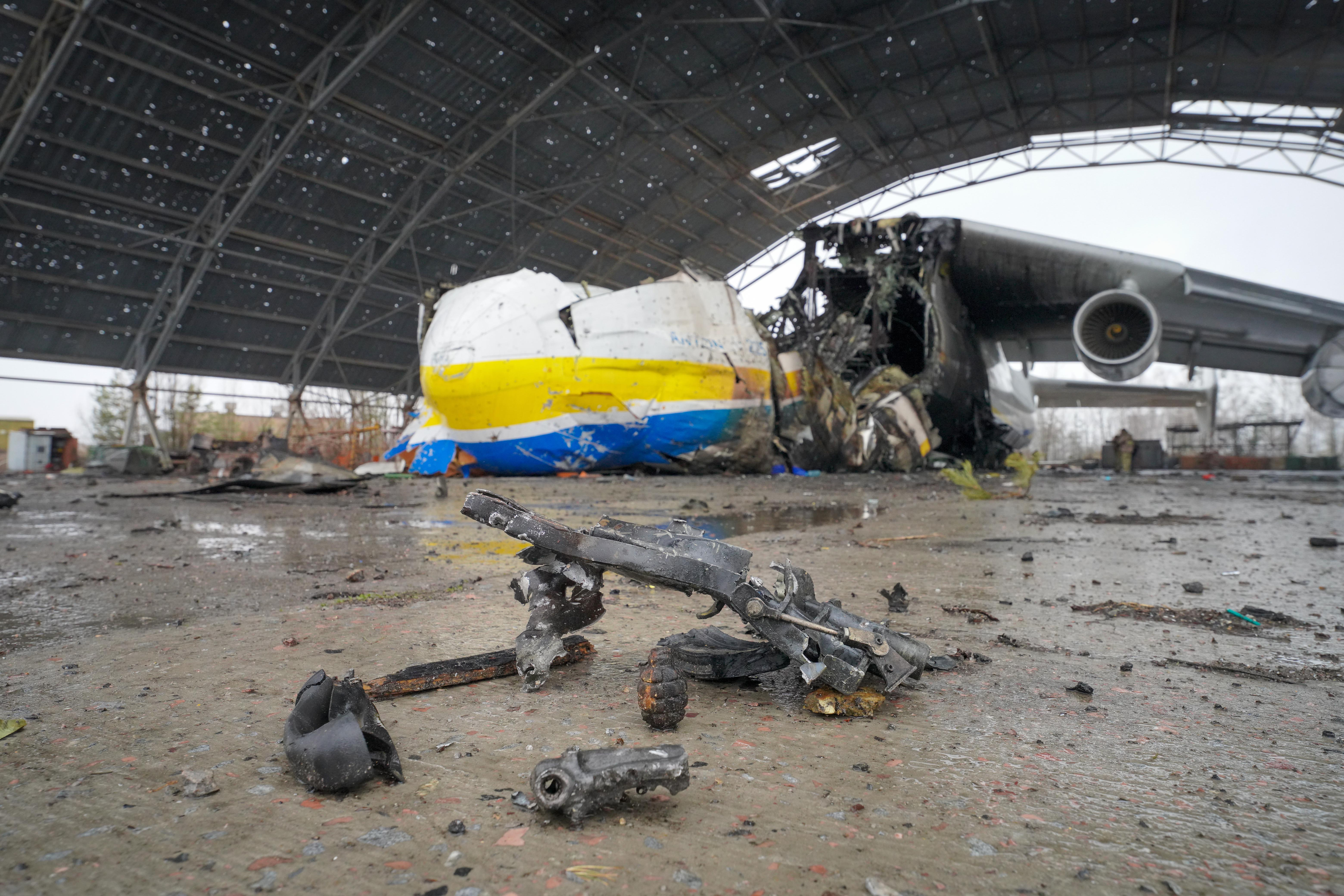
ロシア軍の攻撃により破壊された「An-225 ムリーヤ」

ロシア空挺軍による第一次攻撃が失敗に終わった翌日の2022年2月25日、ベラルーシから進軍するロシア陸軍部隊は、イヴァンキフの戦いでウクライナの防衛線を部分的に突破し、空港を再び制圧した。ロシア国防省によると空港の制圧は、約200機のヘリコプターを動員して行われ、戦闘中に200人のウクライナ兵が戦死したが、ロシア連邦軍は死傷者無し。
2月27日、ウクライナ政府は公式ツイッターで、空港に駐機していた「An-225 ムリーヤ」がロシア軍によって破壊されたと投稿した。